# Claudia Verdicchio-Krause
Claudia Verdicchio-Krause (* 24. Mai 1975 in Freiburg im Breisgau) ist eine deutsche Sportschützin und seit 2022 Bundestrainerin Pistole des Deutschen Schützenbundes.

## Sportlicher Werdegang
Sie begann im Alter von 13 Jahren mit dem Schießsport. 1994 nahm sie erstmals an einer Europameisterschaft teil und belegte mit der Sportpistole den siebten Platz. 1995 folgte der vierte Platz, 1997 wurde sie Sechste.
2003 gewann Verdicchio zusammen mit Munkhbayar Dorjsuren und Stefanie Thurmann den Mannschaftstitel mit der Sportpistole bei der Europameisterschaft in Pilzen. Bei den Olympischen Spielen 2004 in Athen trat sie in zwei Wettbewerben an. Als 23. mit der Sportpistole und als 16. mit der Luftpistole qualifizierte sie sich nicht für ein Finale. 2005 wurden Dorjsuren, Thurmann und Verdicchio-Krause erneut Mannschaftseuropameister mit der Sportpistole. 2006 gewannen das gleiche Team Bronze bei der Weltmeisterschaft in Zagreb. 2007 wurde Verdicchio-Krause in Deauville mit der Luftpistole Europameisterin in der Einzelwertung. Bei den Olympischen Spielen 2008 in Peking errang sie mit der Luftpistole den 10. Platz und war damit die beste deutsche Athletin in dieser Disziplin. Bei den Olympischen Spielen 2012 in London trat sie in den Disziplinen Luftpistole und Sportpistole an. Sie belegte den 20. bzw. den 26. Platz. Ihren letzten internationalen Wettkampf bestritt sie bei den Luftdruck-Europameisterschaften im dänischen Odense, bei denen sie zusammen mit Sandra Hornung und Munkhbayar Dorjsuren die Bronzemedaille in der Mannschaftswertung gewann. 
Verdicchio-Krause geht in der Bundesliga Luftpistole für die SSG Dynamit Fürth an den Start.

## Auszeichnungen
- Silbernes Lorbeerblatt 2012
- "Schütze des Jahres" 2007 im Deutschen Schützenbund